# Ухань-центр
Ухань-центр (Wuhan Center, 武汉中心 или Wuhan Tower) — сверхвысокий небоскрёб, расположенный в деловом центре китайского города Ухань. Построен в 2019 году, по состоянию на 2024 год являлся вторым по высоте зданием города, 13-м по высоте зданием Китая, 19-м — Азии и 24-м — мира. Башня Ухань-центр (443 м) имеет 88 этажей и 1,2 тыс. парковочных мест.
В небоскрёбе Ухань-центр имеются офисы высшего уровня и залы для конференций (в нижней части башни), элитные жилые апартаменты (в средней части), пятизвёздочный отель (в верхней части) и торговые площади (в подиуме), на верхнем этаже расположена панорамная смотровая площадка. Архитектором небоскрёба выступил Восточно-Китайский архитектурный проектно-исследовательский институт, владельцем является пекинский конгломерат Oceanwide Holdings.   